# Orimarga (Orimarga) wetmorei
Orimarga (Orimarga) wetmorei is een tweevleugelige uit de familie steltmuggen (Limoniidae). De soort komt voor in het Nearctisch gebied.